# Крещение поворотом
«Крещение поворотом» — рассказ Михаила Булгакова, входящий в цикл рассказов «Записки юного врача».

## Сюжет
К молодому доктору привозят роженицу с поперечным расположением плода. Он понимает, что очень плохо представляет себе, что надо делать: срочно бежит читать литературу, учится у акушерки, но в итоге благополучно проводит поворот плода.

## Герои рассказа
- Доктор-рассказчик
- Аксинья, кухарка
- Демьян Лукич, фельдшер
- Пелагея Ивановна, акушерка
- Анна Николаевна, акушерка
- Роженица

## Экранизации
Рассказ экранизирован в фильме «Морфий» и сериале «Записки юного врача»